# Šipín
Šipín (německy Schippin) je osada, část obce Konstantinovy Lázně v okrese Tachov v Plzeňském kraji. Nachází se asi pět kilometrů jihovýchodně od Konstantinových Lázní. V roce 2011 zde trvale nikdo nežil.
Šipín leží v katastrálním území Okrouhlé Hradiště o výměře 9,8 km².

## Historie
První písemná zmínka o vesnici pochází z roku 1369.

## Obyvatelstvo
Při sčítání lidu v roce 1921 zde žilo devatenáct obyvatel (z toho devět mužů), z nichž byli tři Čechoslováci a šestnáct Němců. Všichni se hlásili k římskokatolické církvi. Podle sčítání lidu z roku 1930 měla vesnice třináct obyvatel: tři Čechoslováky a deset Němců. I tentokrát byli římskými katolíky.
| Rok            | 1869 | 1880 | 1890 | 1900 | 1910 | 1921 | 1930 | 1950 | 1961 | 1970 | 1980 | 1991 | 2001 | 2011 | 2021 |
| -------------- | ---- | ---- | ---- | ---- | ---- | ---- | ---- | ---- | ---- | ---- | ---- | ---- | ---- | ---- | ---- |
| Počet obyvatel | 22   | 20   | 13   | 17   | 23   | 19   | 13   | 2    | 8    | 5    | 0    | 0    | 0    | 0    | 0    |
| Počet domů     | 5    | 5    | 3    | 4    | 4    | 4    | 4    | 6    | 1    | 1    | 0    | 0    | 3    | 3    | 3    |

## Obecní správa
Při sčítání lidu v letech 1850–1962 Šipín byl osadou obce Okrouhlé Hradiště, se kterým patřil nejprve do okresu Teplá, ale v letech 1900–1930 v okrese Planá a v roce 1950 v okrese Stříbro. V letech 1960–1985 byl částí obce Křelovice v okrese Plzeň-sever. Od 1. ledna 1986 do 31. prosince 1991 byl částí obce Pernarec v okrese Plzeň-sever. Od 1. ledna 1992 do 31. prosince 1999 byl znovu částí obce Křelovice v okrese Plzeň-sever. Od 1. ledna 2000 je částí obce Konstantinovy Lázně v okrese Tachov.

## Pamětihodnosti
- Slovanské šipínské hradiště stávalo na místě osady již v desátém až třináctém století. Řada nálezů keramiky však dokládá, že mohlo vzniknout již v pozdní době bronzové. Dochovaly se z něj zbytky opevnění v podobě valů.[10]
- Kostel svaté Barbory
- Kaplička Panny Marie
- Boží muka